# Khone-vízesés
A Khone-vízesés (laoul ນ້ຳຕົກຕາດຄອນພະເພັງ, khmerül ល្បាក់ខោន [Lbak Khaon]) Laoszban található, Kambodzsa határához közel, a Mekongon. 10 783 méteres szélességével ez a világ legszélesebb vízesése.

## Története
Az 1870-es években fedezte fel egy francia expedíció, amely a Mekong völgyében keresett utat Kínába. Ez a vízesés a fő oka annak, hogy a Mekong Kína felé nem hajózható.

## Adatok
A vízesés két nagyobb zuhatagra, a Khong Phapheng-re és a Somphamit-ra tagolható. Magassága mindössze 21 méter, de a vízhozama (11 600 m³/s) az ötödik legnagyobb a világon.

## Egyéb
A Khone-vízesésnél is él a világ legnagyobb édesvízi hala, a mekongharcsa (Pangasianodon gigas), amely akár három méteresre is megnőhet. Kifejlett példányai elérhetik a 290 kilogrammot.

## Képek

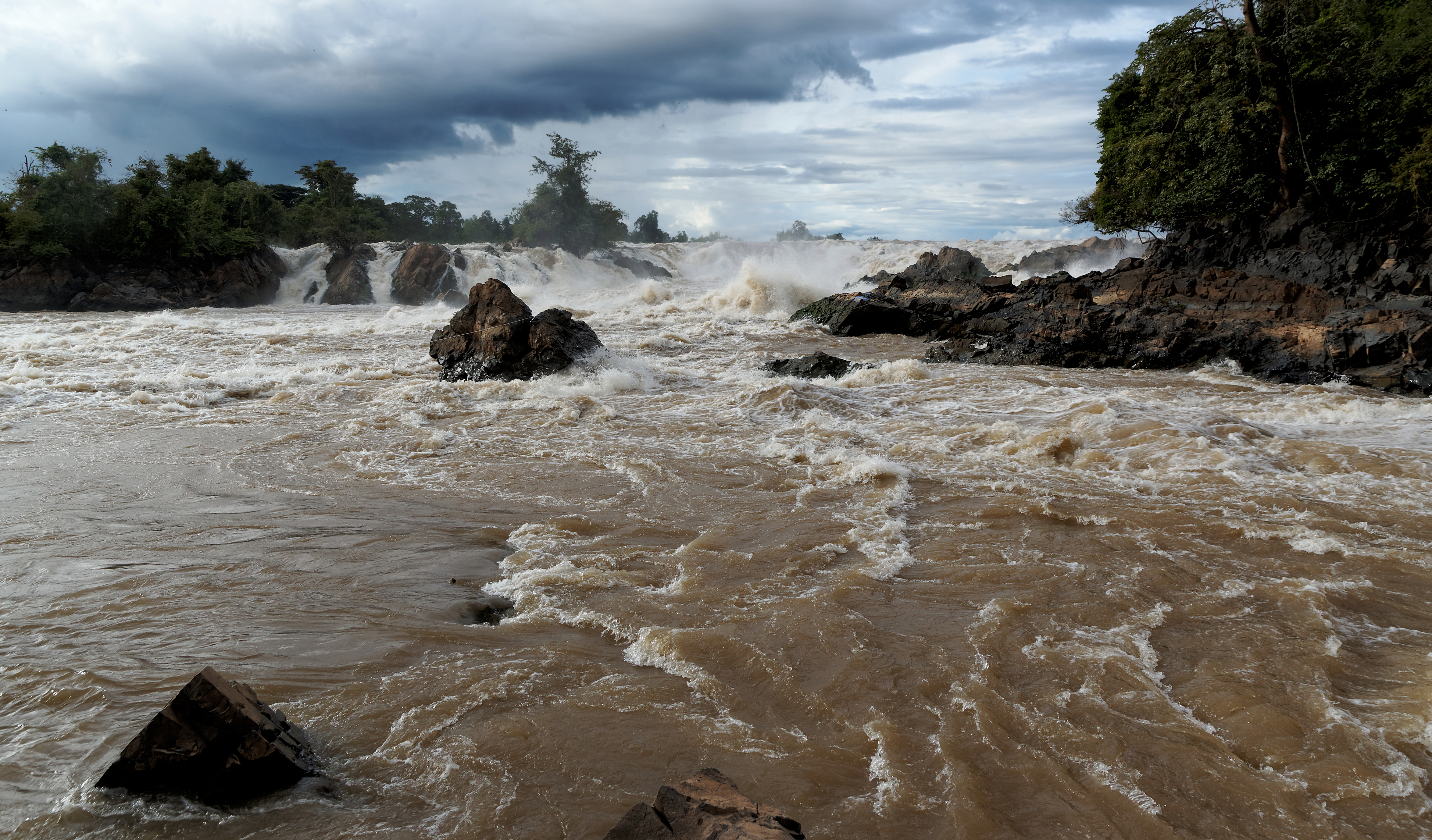
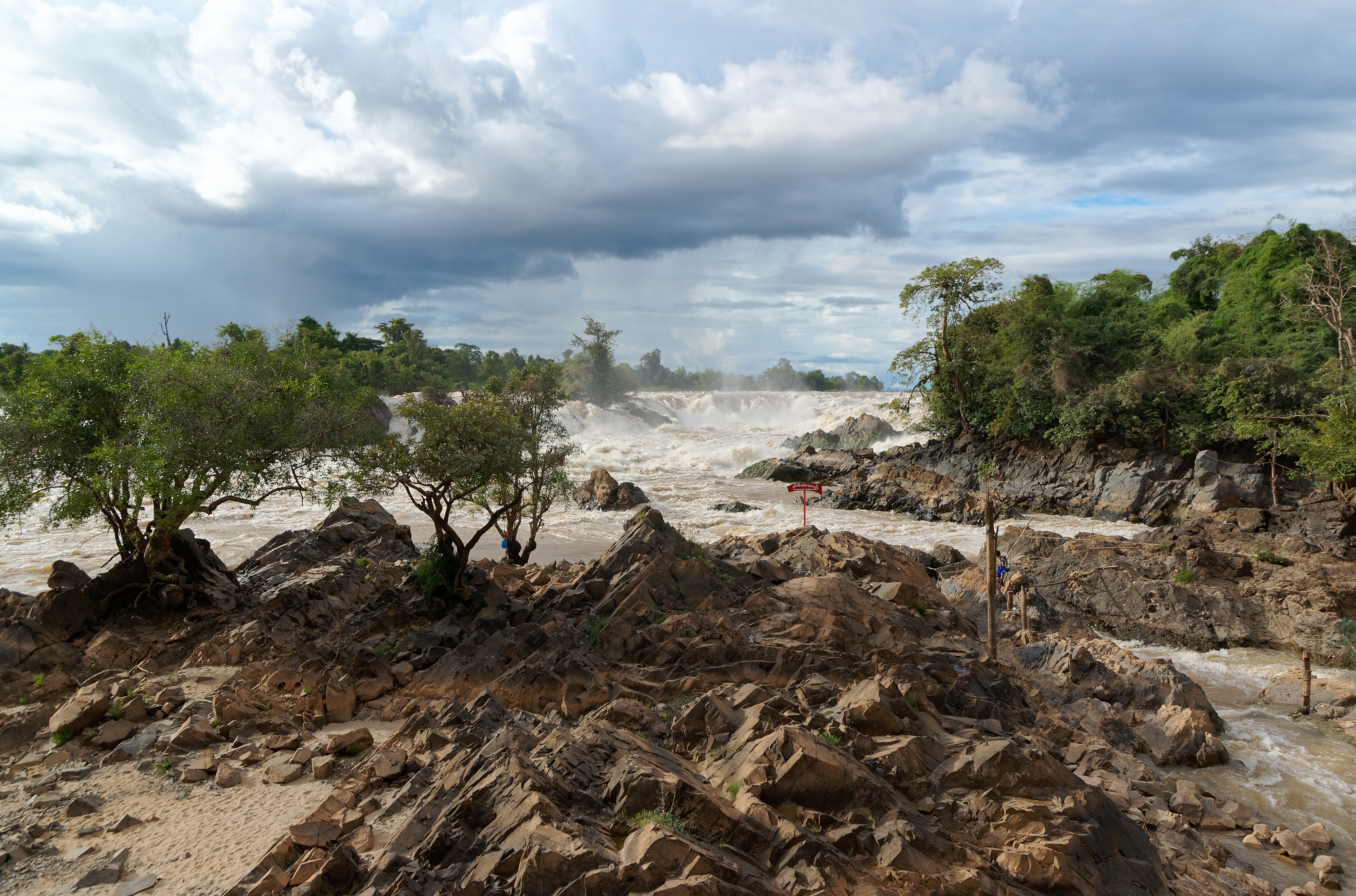
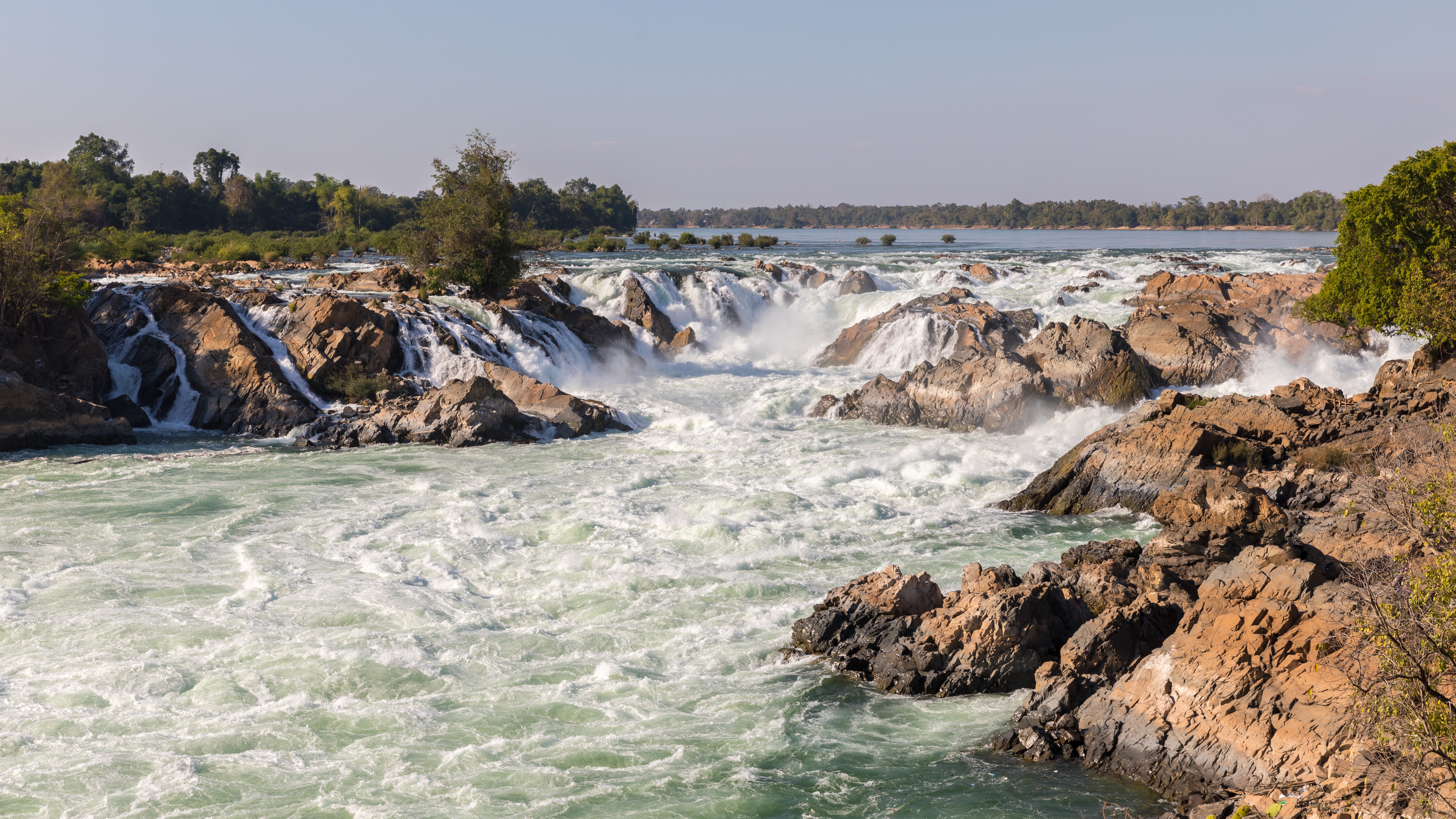
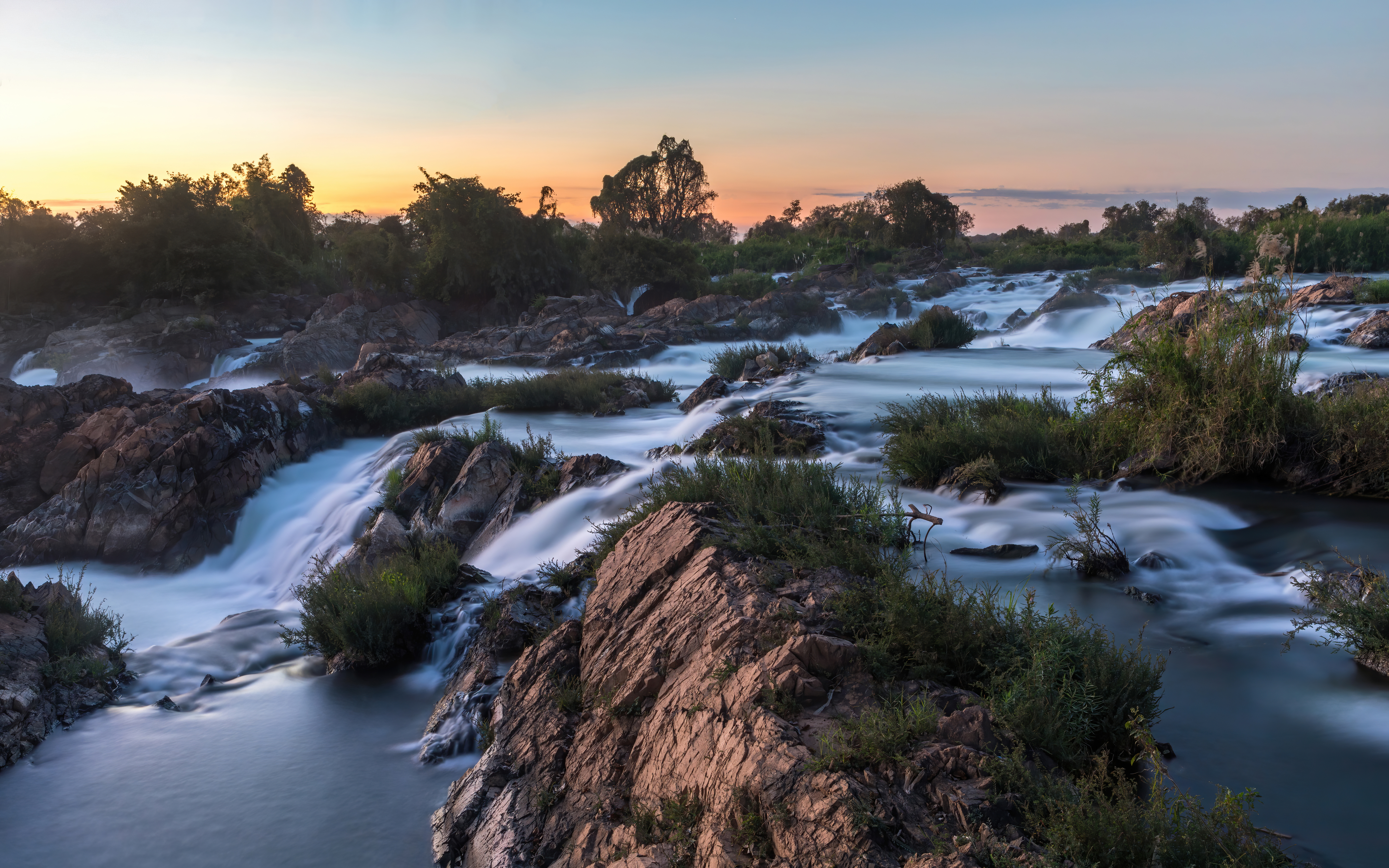
A Li Phi zuhatag
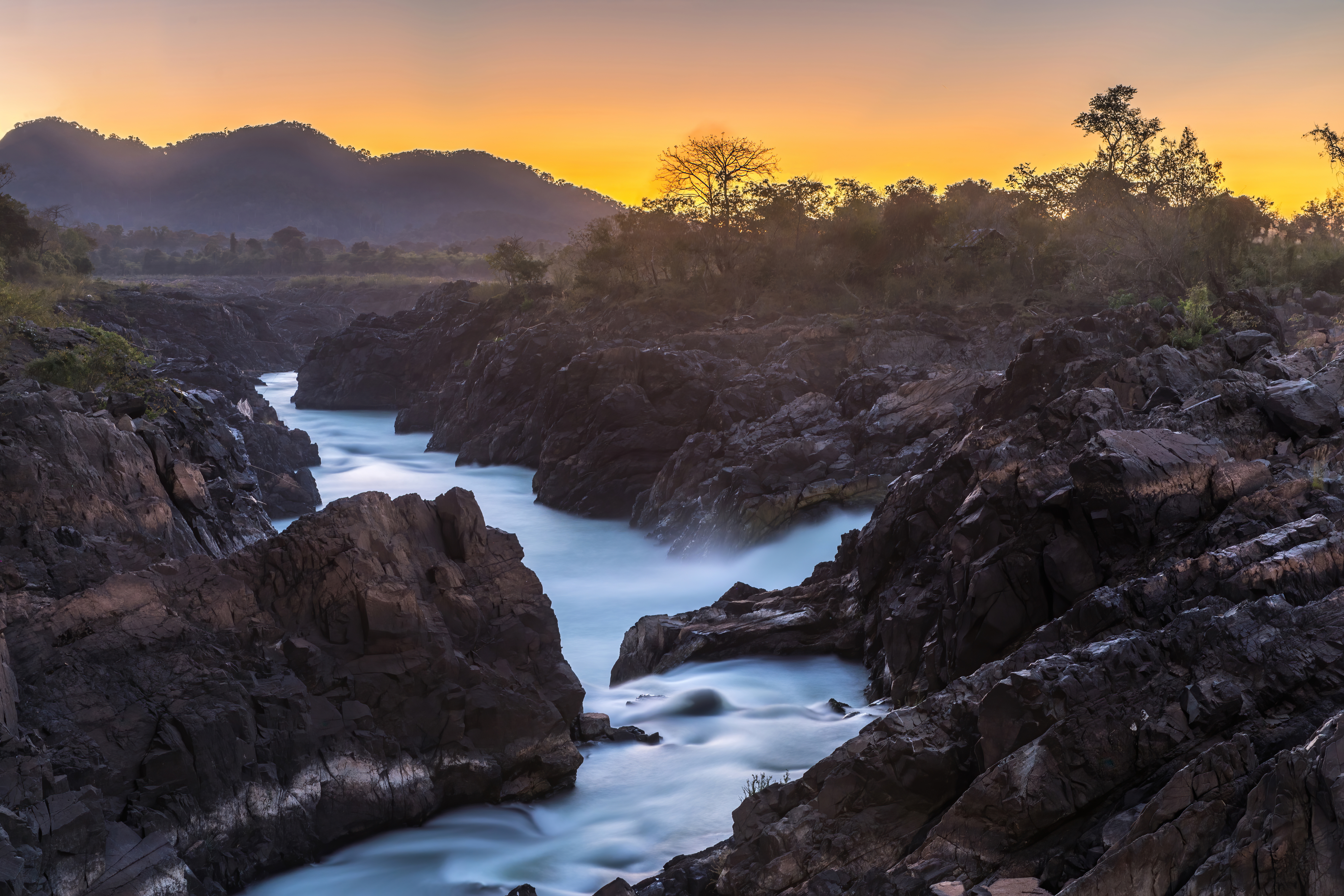
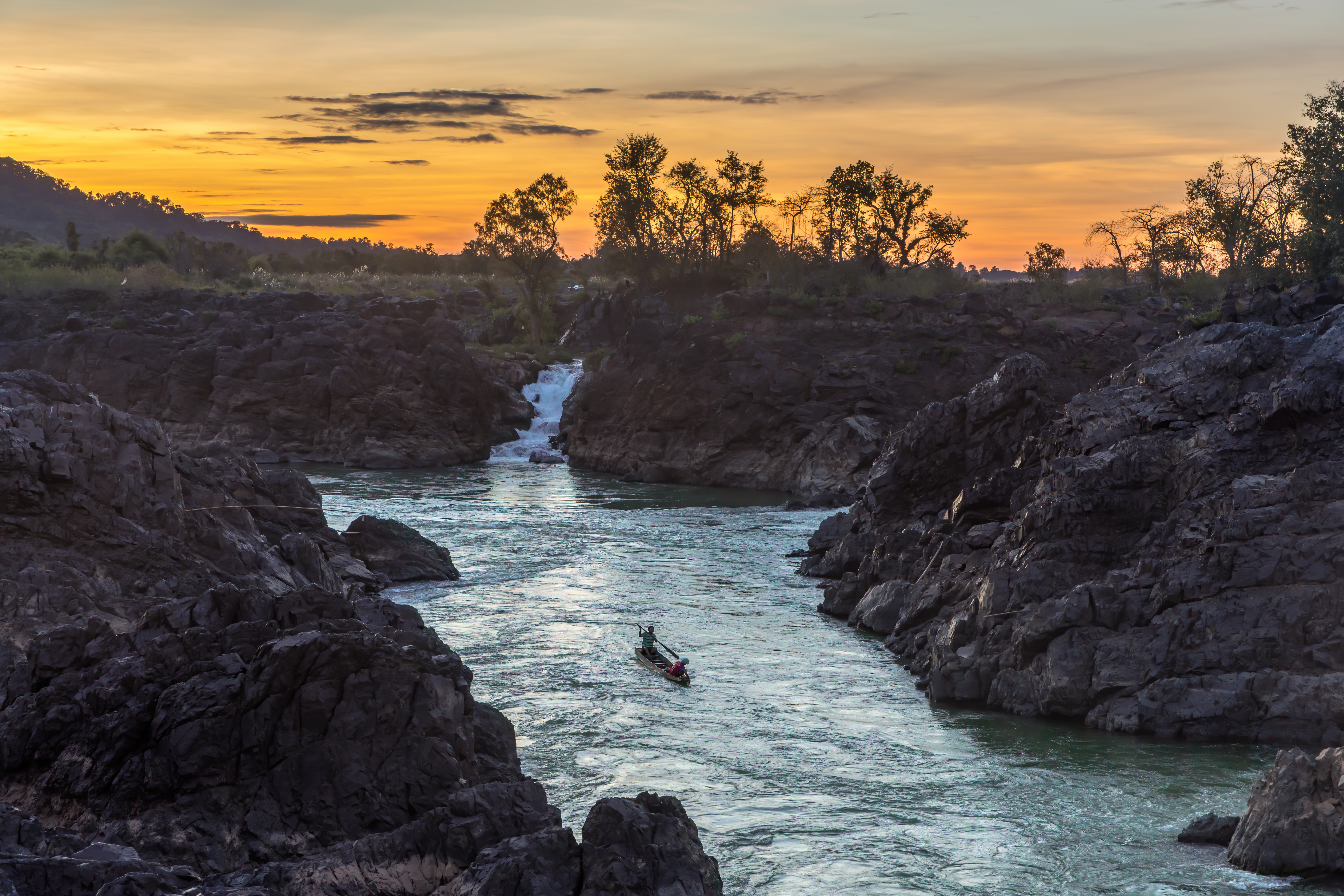
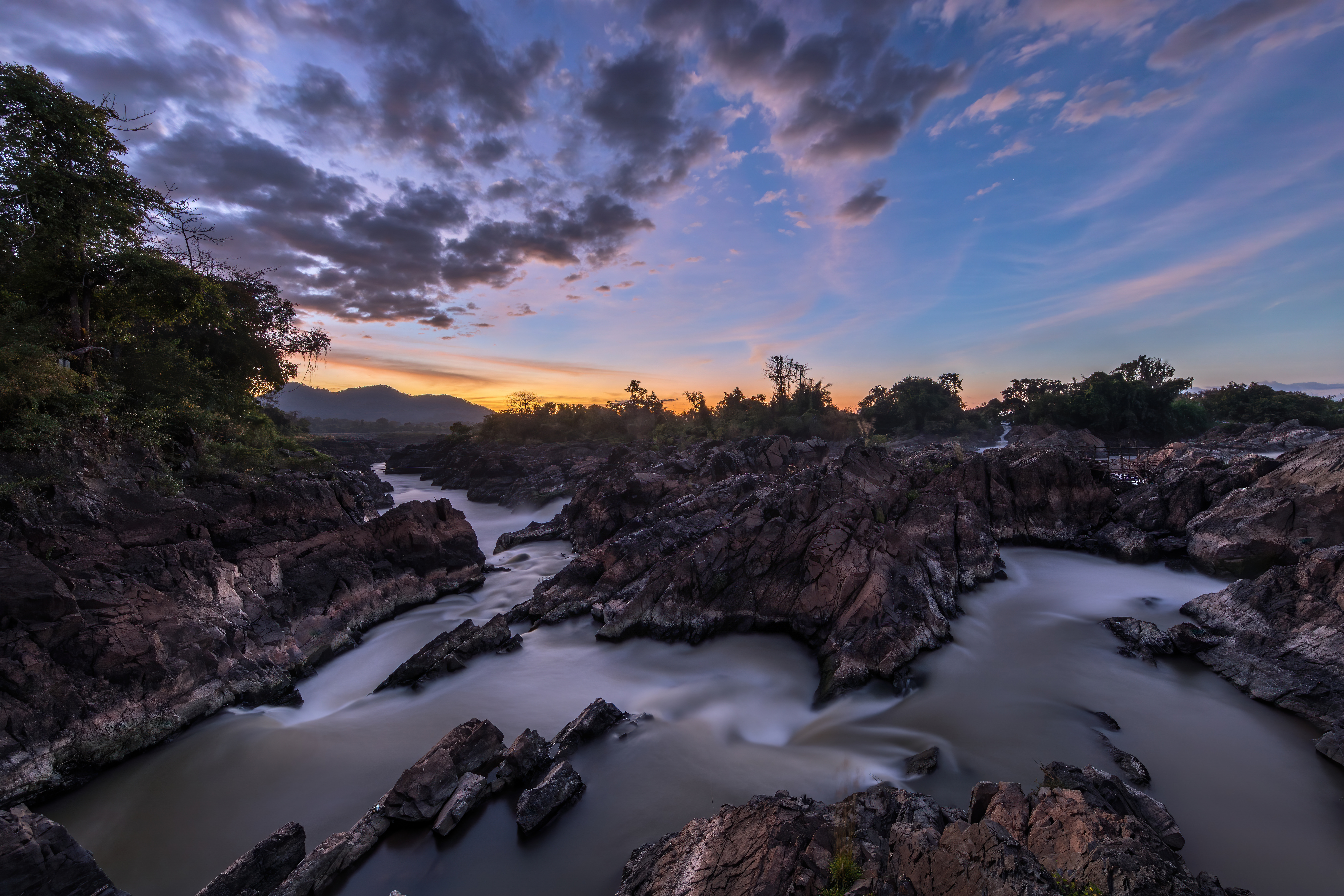
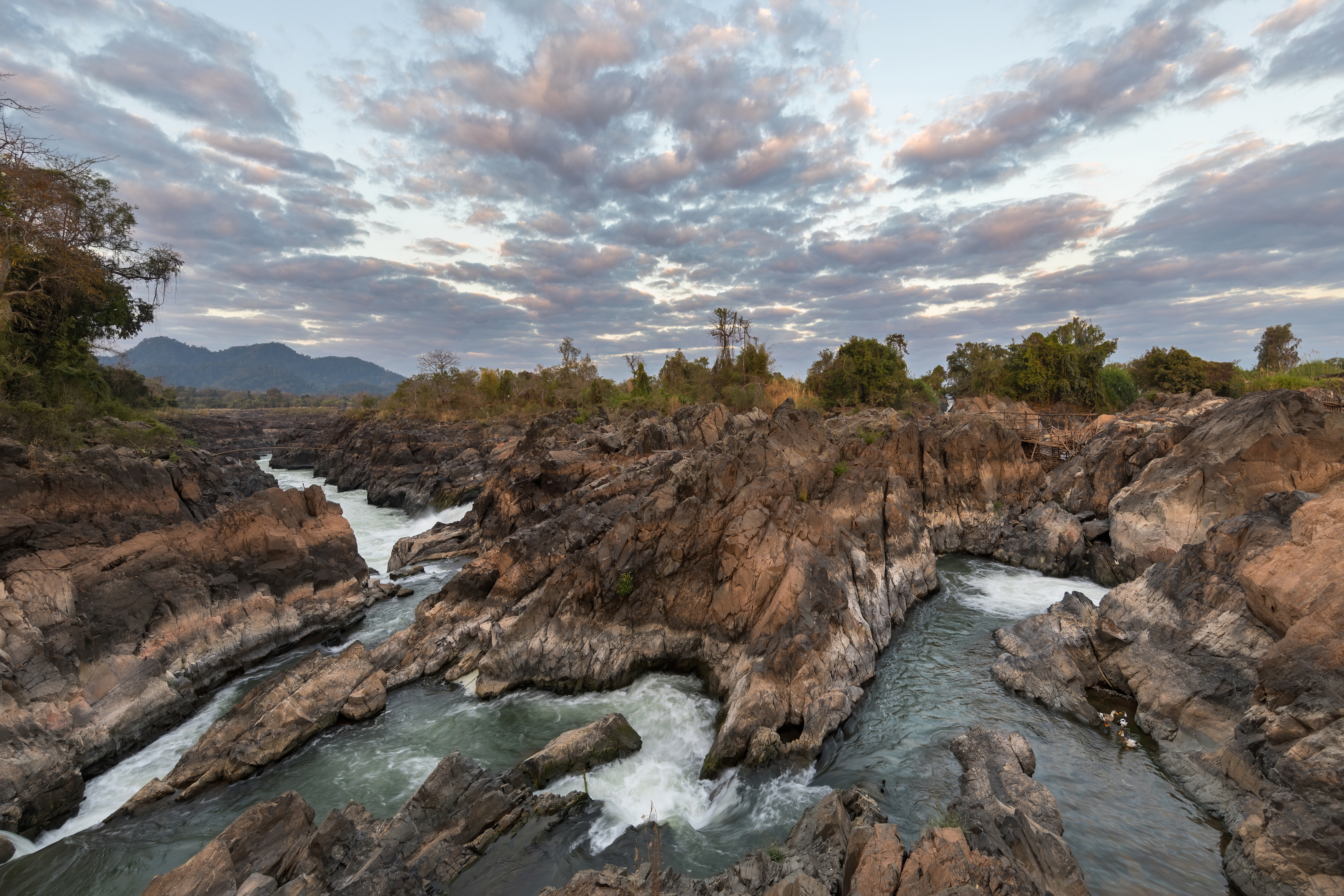

## Fordítás
Ez a szócikk részben vagy egészben  a   Khone Phapheng Falls című angol Wikipédia-szócikk fordításán alapul.  Az eredeti cikk szerkesztőit annak laptörténete sorolja fel. Ez a jelzés csupán a megfogalmazás eredetét és a szerzői jogokat jelzi, nem szolgál a cikkben szereplő információk forrásmegjelöléseként.

## Külső hivatkozások
- Mekong Express Laos Photo Album: Khone Falls
- Visit Laos: Champassak Province